# Theodor Bohdanowicz
Theodor Bohdanowicz (* 9. November 1925 in Urfahr; † 1977) war ein österreichischer Maler.

## Leben
Bohdanowicz besuchte das Gymnasium in Linz von 1935 bis 1943 und musste unmittelbar danach Arbeits- und Kriegseinsatz leisten, der ihn nach Kroatien und Italien führte, wo er in Kriegsgefangenschaft geriet. 
Nach seiner Rückkehr begann er seine Studien an der Kunstakademie in Wien und an der Kunstschule der Stadt Linz bei Herbert Dimmel (1947 bis 1951). 
Bis 1961 betätigte er sich im graphischen Gewerbe, wo farbig kräftige, in der Komposition klar gebaute Stillleben und Landschaften entstanden. 1961 setzte er seine Studien an der Wiener Kunstakademie fort und erwarb das Diplom für Konservierung und Technologie. 
In diese Schaffensperiode fielen Wandbilder in Sgraffitotechnik in Ansfelden, Wels, Gallneukirchen und Walding. Bilder befinden sich im Besitz der Oberösterreichischen Landesmuseen, der Stadt Linz und in Privatbesitz.

## Bekannte Werke

### Restaurierungen (Beispiele)
- Restaurierung des Altarbildes der abgetragenen Schlosskapelle Auhof (1968)
- Restaurierung von zwei Barockbildern (Hl. Florian, Hl. Nikolaus) im Museumsgebäude des Museumsvereines Lauriacum/Enns (1971)
- Restaurierung der Wandmalereien im Erdgeschoss des Nordico (1974)
- Restaurierung der Perger Tafeln und Anfertigung von Kopien für die Stadtpfarrkirche Perg (1975)
- Restaurierung von fünf barocken Festtagsbildern für die Nord- und Südwand des Presbyteriums der Pfarrkirche St. Oswald bei Freistadt (1976)

### Eigene Werke (Beispiele)
- Kohlezeichnung aus dem Bestand der Linzer Kunstschule (Ankauf 1951)
- Schloss Klaus, Aquarell (Ankauf OÖ. Landesmuseum 1961)
- Blumen, Aquarell (Ankauf OÖ. Landesmuseum 1963)
- Landhausturm, Tempera (Ankauf OÖ. Landesmuseum 1963)
- Werke für die Galerie Kunst im neuen Rathaus (1986)

Quelle:

## Ausstellungen
Aquarelle, Bleistiftzeichnungen und Druckgrafiken wurden anlässlich einer Gemeinschaftsausstellung mit Werken von Erich Ruprecht 2009 im Hofkabinett gezeigt.